# Лесная сказка (фильм, 1913)
«Лесная сказка» — российский немой фильм Евгения Бауэра, снятый в 1913 году. Выпуск на экраны 15 октября 1913 г.. Фильм не сохранился.

## Сюжет
Сюжет изложен в журнале «Вестник кинематографии» (1913).
Надя жила в имении своего отца, окружённая его любовью. Агроном при имении отца  страстно влюблен в неё. Однако Надя в своих мечтах мечтает об ином герое, похожем на «прекрасного принца».
Однажды герой девичьих грёз  появляется в лесу. Надя беззаветно полюбила его, они встречаются при луне.  Агроном ревнует и убивает соперника на охоте.
После этого у Нади помутился рассудок. Она бродит ночью по лесу и идёт к обрыву, где впервые поцеловалась с любимым. Надя делает последний шаг и падает в реку.

## В ролях
| Актёр           | Роль                |
| --------------- | ------------------- |
| Нина Чернова    | Надя                |
| М. Голубков     | её отец, помещик    |
| И. Судьбинин    | агроном, жених Нади |
| Валериан Демерт | барон, его сосед    |

## Съёмочная группа
- Режиссёр: Евгений Бауэр
- Сценарист: Валериан А. Демерт
- Оператор: Николай Козловский

## Критика
Историк кино Б. С. Лихачёв писал, что картина стала «одной из первых и удачнейших постановок Бауэра, который с этого фильма начал быстро делать карьеру кинорежиссёра».
Киновед Вениамин Вишневский оценил фильм как «заслуживающий внимания».